# Тхаг Бехрам
Тхаг Бехрам (ок. 1765—1840) — член секты Туги из Индии; один из самых массовых серийных убийц. Он убил по крайней мере 125 человек путём удушения церемониальной румалью и присутствовал при 931 убийстве между 1790 и 1840 годами.

## Биография
Бехраму приписывают 931 убийство. Джеймс Пэйтон, сотрудник Британской Ост-Индской компании, работавший на Таги в 1830-х годах и писавший о Бехраме, цитирует его собственные слова, что он присутствовал при 931 убийстве, собственноручно удушив 125 мужчин, и видел, как удушили 150. 
Бехрам использовал свой пояс как румаль; в пояс был вшит большой медальон. Благодаря навыку он мог накинуть пояс так, чтобы медальон врезался в кадык жертвы, усилив давление на горло во время удушения. На данный момент медальон хранится в частном музее.
В 1840 году Бехрама казнили через повешение.